# Alejandro Pachón
Álex Pachón (Esparreguera, Barcelona, 17 de julio de 2000) es un futbolista español que juega como delantero en el Unionistas de Salamanca C. F. de la Primera Federación.

## Trayectoria
Se formó en las categorías inferiores del Girona F. C. y siendo juvenil ya jugó en el filial Club de Futbol Peralada de la Segunda División B. Hizo su debut con el Club de Futbol Peralada el 26 de agosto de 2017, comenzando en una derrota en casa por 4-1 contra el Valencia Club de Fútbol Mestalla.
El 31 de enero de 2019 hizo su debut como profesional en el primer equipo sustituyendo en el minuto 68 a Paik Seung-ho en una derrota 1-3 contra el Real Madrid, en la vuelta de los cuartos de final de la Copa del Rey 2017-18. Se convirtió en el primer jugador nacido después del año 2000 que debutó en el primer equipo.
En agosto de 2019 se marchó cedido una temporada al F. C. Andorra. En enero de 2020 se canceló la cesión y se marchó, también prestado, hasta final de temporada a la A. E. Prat. Volvió al filial gerundense para la temporada 2020-21 y al finalizar la misma se desvinculó del club para fichar por Las Palmas Atlético, filial de la U. D. Las Palmas, en Segunda División RFEF.
Aunque el equipo bajó de categoría, se quedó hasta finales de 2022, marchándose a petición, para unirse a otro filial, el Club Recreativo Granada. Con este consiguió ascender a Primera Federación, pero él siguió jugando en Segunda después de fichar por el C. E. Manresa en el mes de julio. En este equipo vivió otro descenso y para la temporada 2024-25 se fue a Galicia para jugar en el Bergantiños F. C.
El 22 de julio de 2025, tras marcar diez goles con el conjunto gallego, se unió al Unionistas de Salamanca C. F.